# David Banderali
David Banderali (Palazzolo sull'Oglio en el Ducat de Milà, 12 de gener de 1789 - París. 13 de juny de 1849) fou un compositor, cantant d'òpera i pedagog italià.
Es presentà per primera vegada davant el públic en el Teatro Carcano de Milà, obtenint un triomf per la seva bella veu de tenor i excel·lent escola, corregent després els principals teatres d'Itàlia, si bé abandonà molt jove l'escena per a dedicar-se a l'ensenyança del cant.
S'establí a Milà, fins que mitjan Rossini el 1828 aconseguí una càtedra de cant al Conservatori de París, del que en sortiren gran nombre d'artistes notables, com Alizard, Rubini, Pellegrini, Lefevre, etc.
La filla de Banderali fou també una artista excel·lent i notable professora de cant. Casà amb el compositor Adrian Berthe, professor d'harmonia del Conservatori.